# Monclar-de-Quercy
Monclar-de-Quercy é uma comuna francesa na região administrativa da Occitânia, no departamento de Tarn-et-Garonne. Estende-se por uma área de 37.75 km², e possui 2.006 habitantes, segundo o censo de 2018, com uma densidade de 53 hab/km².